# Maiken With Pape
Maiken With Pape (* 20. Februar 1978) ist eine dänische Fußballspielerin und ehemalige Tennisspielerin. Die Stürmerin steht beim norwegischen Verein Stabæk FK unter Vertrag und spielte von 2006 bis 2010 für die dänische Nationalmannschaft.

## Sportliche Karriere
Pape war in den frühen 1990er Jahren mit mäßigem Erfolg eine professionelle Tennisspielerin. In der Weltrangliste belegte sie Platzierungen um den 400. Rang. 2004 beendete sie ihre Tennislaufbahn und schloss sich dem Zweitligaverein BK Skjold an. Ein Jahr später wechselte sie zu Brøndby IF und wurde mit diesem Verein dreimal in Folge Meister und 2007 Pokalsieger. Anfang 2009 wechselte sie zum norwegischen Verein Stabæk FK.
Am 25. Februar 2006 debütierte sie in einem Länderspiel gegen die Schweiz in der dänischen Nationalmannschaft und erzielte auf Anhieb ein Tor. Ein Jahr später nahm sie an der Weltmeisterschaft in der Volksrepublik China sowie 2009 an der Europameisterschaft in Finnland teil, wo die dänische Mannschaft jeweils nach der Vorrunde ausschied. Die Schweiz war dann auch Gegner in ihrem letzten Länderspiel am 7. Oktober 2010. In 48 Länderspielen erzielte sie 23 Tore.

## Turniersiege

### Doppel
| Nr. | Datum         | Turnier  | Kategorie   | Belag             | Partnerin         | Finalgegnerinnen                        | Ergebnis      |
| --- | ------------- | -------- | ----------- | ----------------- | ----------------- | --------------------------------------- | ------------- |
| 1.  | Februar 1996  | Rungsted | ITF $10.000 | Teppich (Halle)   | Sofie Albinus     | Sofia Finér Annica Lindstedt            | 3:6, 6:3, 6:4 |
| 2.  | Dezember 1996 | Kapstadt | ITF $10.000 | Hartplatz         | Charlotte Aagaard | Natalie Grandin Alicia Pillay           | 5:7, 6:2, 6:3 |
| 3.  | Januar 1998   | Båstad   | ITF $10.000 | Hartplatz (Halle) | Charlotte Aagaard | Gabriela Navrátilová Michaela Paštiková | 7:65, 6:3     |
| 4.  | November 1998 | Rungsted | ITF $10.000 | Hartplatz (Halle) | Charlotte Aagaard | Gülberk Gültekin Karina Karner          | 6:4, 6:2      |

## Privates
Ihre langjährige Lebensgefährtin ist die dänische Fußballerin Katrine Pedersen.

## Auszeichnungen (Auswahl)
Fußballerin des Jahres in Dänemark 2009